# ماجراهای کالسکه‌چی
ماجراهای کالسکه‌چی (لهستانی: Przygoda dorożkarza) یک فیلم کوتاه کمدی صامت است که در سال ۱۹۰۲ منتشر شد. این فیلم به‌همراه «بازگشت مری فیلو» یکی از قدیمی‌ترین فیلم‌های ساخته‌شده در لهستان کنگره محسوب می‌شود. از بازیگران این فیلم می‌توان به کاژیمیش یونوشا-استئوپوفسکی و ووادیسواف نویبلت اشاره کرد.